# Енчо Мутафов
Енчо Пенев Мутафов е български учен, литературен и художествен критик и теоретик, културолог, есеист и публицист; професор, д.ф.н. Автор е на книги с монографични литературоведски и изкуствоведски изследвания, студии, статии, очерци.

## Биография
Роден е на 9 март 1943 г. в с. Деветак, Бургаско. Завършва гимназия в Сливен през 1961 г. и славянска филология в Софийския университет през 1968 г. Работи като редактор във в. „Литературен фронт“ (1968-1969), референт в Съюза на българските писатели (1969-1970), литературен специалист в Агенцията за защита на авторското право (1972-1973), редактор в сп. „Обзор“ (1976-1990), главен редактор на в. „Демокрация“ (1992-1993).
Мутафов има от първата си съпруга две близначки. След развода се жени повторно; късно след това пак се развежда, но с втората съпруга продължават да живеят заедно до смъртта му.
Умира на 18 юни 2009 г. в с. Крайни дол, Дупнишко, където пребивава през последните си години.

## Академичен път
Енчо Мутафов преподава историческа поетика на българската литература във ВТУ „Св. св. Кирил и Методий“ (1987-1988) и теория на литературата в ЮЗУ „Неофит Рилски“ в Благоевград (от 1989). Той е доктор на филологическите науки (от 1996), професор (от 1998). Основните му интереси са насочени към изучаване на съвременната българска литература, европейската цивилизация и българската мяра в културата.

## Трудове
- „Време и художествено единство“ (1978)
- „Подвижният човек“ (1978)
- „Съпоставки в изкуството“ (1980)
- „Промяна в сетивата“ (1983)
- „Йордан Радичков“ (1986; в съавторство с Димитър Стайков)
- „Художници“ (1988)
- „Цвете върху иконостаса. Втори буквар за изкуство и история“ (1990)
- „Милост за нас. Статии върху културата“ (1991)
- „Когато се разпадаха основите. Политическа публицистика“ (1992)
- „Оцеляването“ (1993)
- „Пиянството на половин народ“ (1993)
- „Двуизмерният човек. Бунтът в европейската култура“ (1994)
- „Светът, който обитаваме: Своевременни размишления“. Есеистика (1994)
- „Бъди невероятен. Книга за Радичков“ (1998)
- „Последна свобода: Въпроси на цивилизацията, изкуството и таланта. Есета писани между 1983-1997 г.“ (1998)
- „Захари Стоянов и българската култура“ (2001)
- „Изоставени от боговете: Европийската цивилизация – опит за теория. Кн. 1“ (2003)
- „Биньо Иванов, представен от Енчо Мутафов. Стихове. Избрано“ (2004, 2008)
- „Как разказваме“ (2005)
- „Земя без народ: Размишления за прехода на българите“ (2006)

Енчо Мутафов е автор на „Христоматия по литературознание“ (1998) и на многотомната поредица „Българската мяра в литературата“ (Идея и обща редакция).